# Bienvenu Sawadogo
Bienvenu Wendla Sawadogo (31 dicembre 1995) è un ostacolista, velocista e triplista burkinabé.

## Biografia
Il 16 giugno 2019, ha stabilito il record nazionale del Burkina Faso nei 400 m ostacoli. Con il tempo di 50"04, ha superato il primato di Ziem Ésaïe So, che aveva corso in 59"61.
Il 29 agosto 2019 ai Giochi panafricani di Rabat 2019 ha vinto la medaglia d'argento nei 400 m ostacoli, migliorando il record nazionale, grazie al tempo di 49"25.

## Record nazionali

### Seniores
- 400 metri piani: 46"66 ( Bonneuil-sur-Marne, 18 giugno 2019)
- 400 metri ostacoli: 49"25 ( Rabat, 29 agosto 2019)

## Palmarès
| Anno | Manifestazione               | Sede         | Evento         | Risultato  | Prestazione | Note                                     |
| ---- | ---------------------------- | ------------ | -------------- | ---------- | ----------- | ---------------------------------------- |
| 2011 | Mondiali allievi             | Lilla        | Salto triplo   | 30º (q)    | 14,00 m     |                                          |
| 2013 | Campionati africani juniores | Bambous      | 400 m hs       | 7º         | 55"09       |                                          |
| 2013 | Campionati africani juniores | Bambous      | Salto in lungo | 9º         | 7,01 m      | w                                        |
| 2014 | Campionati africani          | Marrakech    | 400 m hs       | Batteria   | dq          |                                          |
| 2015 | Giochi panafricani           | Brazzaville  | 200 m piani    | Batteria   | 21"57       | Miglior prestazione personale stagionale |
| 2016 | Campionati africani          | Durban       | 200 m piani    | Semifinale | 21"85       |                                          |
| 2016 | Campionati africani          | Durban       | Salto triplo   | 15º        | 14,78 m     |                                          |
| 2017 | Giochi della Francofonia     | Abidjan      | 400 m piani    | Argento    | 46"89       |                                          |
| 2017 | Giochi della Francofonia     | Abidjan      | 4×100 m        | 7º         | 41"21       |                                          |
| 2017 | Giochi della Francofonia     | Abidjan      | 4×400 m        | Batteria   | 3'18"86     |                                          |
| 2017 | Universiadi                  | Taipei       | 400 m piani    | Semifinale | 48"15       |                                          |
| 2018 | Campionati africani          | Asaba        | 200 m piani    | Batteria   | 21"42       |                                          |
| 2018 | Campionati africani          | Asaba        | 400 m piani    | Semifinale | 47"34       |                                          |
| 2019 | Giochi panafricani           | Rabat        | 400 m hs       | Argento    | 49"25       | Record nazionale                         |
| 2019 | Mondiali                     | Doha         | 400 m hs       | Batteria   | dq          |                                          |
| 2022 | Campionati africani          | Saint Pierre | 400 m hs       | 6º         | 51"71       |                                          |
| 2024 | Giochi panafricani           | Accra        | 400 m hs       | Batteria   | 53"04       |                                          |
| 2024 | Campionati africani          | Douala       | 400 m hs       | 6º         | 50"76       |                                          |